# IFS – invandrare för svenskar
IFS – invandrare för svenskar är ett svenskt underhållningsprogram i SVT. Programmet började sändas 2022 och går ut på att tre etniska svenskar får besvara vad som antingen är sant eller falskt om invandrarkultur. Programmet har beskrivits som en tittarsuccé med i snitt över 260 000 tittare per avsnitt. Programledaren Ahmed Berhan mottog 2023 års barncancergalans pris för Årets humorprogram för IFS.
Programmets titel är en parodi på initiativet "Svenska för invandrare" (SFI), då etniska svenskar i programmet istället får lära sig om invandrarkultur. IFS har kritiserats för påstådd stereotypisering av invandrargrupper, vilket programmets paneldeltagare har bestridit. Deltagaren Elaf Ali har tillskrivit formatets framgång till programmets vägran att följa politisk korrekthet, "Det är många som tycker att det är sjukt skönt att det inte är PK [...] högt i tak och att man driver med allting."

## Paneldeltagare (i urval)
| - Farah Abadi - Kaeli Abdi - Imenella Abdirizak - Sherihan Abdulle (Cherrie) - Nardos Alberto - Elaf Ali - Nikki Amini - Behrouz Badreh - Sean Banan - Nooshi Dadgostar - Assia Dahir - Filip Dikmen - Benjamin Dousa - Melody Farshin - Thanos Fotas - Chang Frick - Julia Frändfors - Nadim Ghazale - Prescilia Haddad - Camilla Henemark - Felicia Jackson - Ayan Jamal - Yousif Jawad | - Tomas Kaminski - Tiffany Kronlöf - Felipe Leiva Wenger - Douglas León (Dogge Doggelito) - Antonija Mandir - Megic Mike - Dejan Milacic (Dajanko) - Evelyn Mok - Ramón Monserrat (Moncho) - Martin Mutumba - Alexandra Nilsson - Maria Nohra - Bilan Osman - Mustafa Panshiri - Bahar Pars - Tilde de Paula Eby - Branislav Pavlovic - Dominika Peczynski - Bathina Philipson - Zinat Pirzadeh - Kenxo Slayz - Petrina Solange |